# Амети (округ)
Амети (англ. Amethi) — округ региона Файзабад в индийском штате Уттар-Прадеш. Образован 1 июля 2010 года, путём объединения трёх техсилов 
округа Султанпур (Amethi, Gauriganj и Musafirkhana) и двух техсилов округа Рай-Барели (Salon и Tiloi). Ранее носил название  Chhatrapati Shahuji Maharaj Nagar. Административный центр — город Гаериганж. Площадь — 3 063 км². Население — 1 500 000 человек (на 2013 год). Состоит из 4 административных единиц 3-о уровня (техсилы).